# ماركو آيلاند
ماركو آيلاند (بالإنجليزية: Marco Island)‏ هي مدينة أمريكية تقع في ولاية فلوريدا. ويبلغ عدد سكانها 16413 نسمة حسب إحصاء سنة 2010 م 16413.تشير إحصاءات سنة 2000م بأن الكثافة السكانية في هذه المدينة تقدر بـ(943.5) نسمة/كم2 